# Сержипи (футбольный клуб)
«Сержи́пи» (порт. Club Sportivo Sergipe) — бразильский футбольный клуб из города Аракажу, столицы штата Сержипи.

## История
Клуб основан 17 октября 1909 года, домашние матчи проводит на стадионе «Жуан Ора ди Оливейра». «Сержипи», 37 раз выиграв чемпионат штата Сержипи, является самым титулованным клубом штата.
В 2021 году клуб выступал в Серии D Бразилии.

## Достижения
- Чемпион Лиги Сержипано (37): 1922, 1924, 1927, 1928, 1929, 1932, 1933, 1937, 1940, 1943, 1955, 1961, 1964, 1967, 1970, 1971, 1972, 1974, 1975, 1982, 1984, 1985, 1989, 1991, 1992, 1993, 1994, 1995, 1996, 1999, 2000, 2003, 2013, 2016, 2018, 2021, 2022